# أندا هاريل داجان

## أندا هاريل داجان

### نشأتها
ولدت أندا هاريل داجان عام 1934، وكان اسمها في البداية أندريه وهبه، وهي الشقيقة الصغرى لدافيد هاريل (وهبه). وكانت أندريه، مثل شقيقها الأكبر، عضوة في "השומר הצעיר" («هاشومير هاتسعير» مستوطنة الحارس الصغير). وكانت السلطات الصهيونية قد رتبت لهجرة أندريه ووالدتها إلى إسرائيل في أوائل عام 1949، وذلك لكي يتمكن دافيد من الإستمرار في عمله غير المشروع في المنظمة الصهيونية السرية ("העלייה" «هاعليا» أي الهجرة) بعد عام 1948 بدون أن يقلق علي أمن أسرته ورخائها. وجاءت أندريه ووالدتها عبر مارسيليا حيث قام أحد المبعوثين الإسرائيليين بتغيير اسم أندريه ليصبح أندا لأنه شعر بأنها يجب أن تحمل اسماً إسرائيلياً حقيقياً. وعندما التقيت بها عام 1993، أشارت ساخرة إلي أن اسم أندا في الحقيقة هو اسماً بولنديا. وكانت تشعر بالاستياء لأن المبعوث اعتبر أندا إسماً إسرائيلياً خالصاً في حين أن اسمها المصري الفرنسي بدا له أجنبياً بشكل غير مقبول. وتخلت الأسرة بالكامل عن اسم وهبه العربي، الذي كان شائعاً بين المسلمين والمسيحيين واليهود في مصر، من أجل اسم هاريل الذي كان اسماً إسرائيلياً حديثاً للغاية وكانت تحمله إحدي فرق البلماح. وتم ضم أندا الصغيرة إلي برنامج "העלייה" (الهجرة) للشباب في «كيبوتس هاعوميق» حيث تخرجت في المدرسة الثانوية. وبعد أدائها للخدمة العسكرية، ألتحقت " קבוץ הנירים" (بكيبوتس نيريم). وأسست منزلها عام 1965 في "קבוץ החצור" (كيبوتس هاحتسور).

### إنتاجها الأدبي
في بداية السبعينيات، نشرت أندا ديوانان للشعر. وجاءت الإشارة الصريحة الوحيدة لمصر في قصائدها الأولي داخل قصيدة "אבי היה" (كان أبي)، التي كانت أول قصيدة في ديوانها الثاني "אברהם היה"(كان إبراهام). وكان هذا الديوان تخليداً لذكرى والدها الذي توفي في القاهرة عام 1944. وتصف القصيدة يد والدها «المتسعة كمسجد في يوم عطلة» (تقصد يوم الجمعة) أو كعربة «ترقص عليها العذارى لله الواحد». وتتذكر الشاعرة سيرها هي وأشقائها مع والدهم «في بحر من العرائس المصنوعة من السكر» – الحلوي المرتبطة بالاحتفال بالمولد النبوي الشريف الذي ذكرته عادا أهاروني في قصة رعب كانت قد كتبتها. وكافحت أندا لتتحدث وتكتب باللغة العبرية كمواطنة إسرائيلية أصلية، ولذلك نأت بنفسها عن خبرات وصور طفولتها في القاهرة. ولكنها شعرت بأن الديوان المُهدى لوالدها إبراهيم وهبه، أحد المتحدثين الأصليين باللغة العربية والذي كانت تتحدث معه بها في المنزل، يجب أن يحتوي على إشارة إلي بيئته الثقافية.

#### محتوى قصائدها وذكرياتها
بعد غياب دام واحد وثلاثين عاماً، عادت أندا إلي مصر عام 1980. وكانت قد خططت لترك الفوج السياحي المنظم الذي جاءت معه لتبحث عن منزل أسرتها السابق في حي العباسية بالقاهرة، مثل الكثيرون ممن انتهزوا الفرصة للعودة لزيارة مسقط رأسهم. وقد ألهمتها معاهدة السلام بين مصر وإسرائيل وإعادة اتصالها المادي بمسقط رأسها لكتابة ديوان عن الذكريات الشعرية بعنوان «قصيدة القاهرة» تصف فيه شوارع القاهرة، وذكرياتها عن جدها ووالدها، وصوراً لزميلتها في المدرسة، وبواب العمارة التي كانت تسكن فيها، وسائق حافلة صغيرة. وظهرت قصيدة "אבי היה" (كان أبي) مرة أخرى في هذا الديوان الممتليء بقصائد وصور للقاهرة. ويستخدم ديوان "פואמה קהירית" (قصيدة قاهرية) أسلوباً بسيطاً جذاباً يصل إلي حد السذاجة لتأسيس بيئة متواضعة تسمح باستدعاء ذكريات الطفولة البريئة باعتزاز. ولكن القصائد شوشت علي توقعات القاريء بلغة وصور وروابط أو (تداعيات) غير متوقعة.
واكتشفت أندا أنها لاتزال تتحدث باللهجة العامية المصرية بشكل جيد يكفي لكي يعتقد من تتحدث معهم أنها مواطنة مصرية أصلية (بنت البلد). وقد عانقت هذه الهوية بفخر في السطور الأخيرة من قصيدة «جمعة سائق الحافلة الصغيرة» التي تصف فيها قيام جمعة بإعطائها ثلاث زهرات من زهور الياسمين ثم همس لها قائلاً «الله أكبر، أنت بنت البلد.... أنت بنت بلدنا».
وأكدت الشاعرة بكل وضوح علي هويتها المصرية عن طريق كتابة إسميها – العبري أندا هاريل داجان والعربي أندريه وهبه – باللغة العربية علي ظهر صفحة العنوان في ديوان "פואמה קהירית" (قصيدة قاهرية). ولكن لأنها لم تتعلم الكتابة والقراءة باللغة العربية جيداً، مثل شقيقها الأكبر وشقيقتها الكبرى، قام أحد أعضاء الكيبوتس بكتابة الحروف العربية. كما وضعت اسمها المصري الفرنسي بحروف لاتينية في صفحة العنوان للإسرائيليين الذين لا يعرفون قراءة اللغة العربية.
ولم تُمكن الرحلة إلي مصر أندا من استخلاص عناصر هويتها السابقة فقط، ولكنها منحتها أيضاً الفرصة للتعبير عن صوت شعري جديد تم كبته خلال سنوات تأسيسها لحياتها الجديدة في إسرائيل. وقالت أندا: «إنني لم أتمكن من نشر هذه القصائد إلى أن حل السلام واستطعت العودة والتحقق من أن الأمور كانت مثلما أتذكرها أم لا». وبعكس قصائدها السابقة التي جاهدت لتجعلها تحاكي أسلوب "צבר" (الصابرا، وهم اليهود الذين ولدوا في إسرائيل)، جاءت لغة ديوان " פואמה קהירית " (قصيدة قاهرية) لغة مهجنة، وتعمدت مزج العناصر العبرية والمصرية. وبالطبع لم تكن كلمة "פואמה" (قصيدة) في اللغة العبرية كلمة عبرية خالصة ولكنها تحريف عبري للكلمة الإنجليزية. ويوحي استخدامها في عنوان الديوان (بدلاً من الكلمتين المألوفتين "שיר" "שירה") بوجود مزيج ثقافي شرقي يتضح من خلال التعبيرات العربية العامية التي توجد في العديد من القصائد.
ويذكرنا «شارع الظاهر» بالشارع الذي كان يقع في قلب الحي اليهودي بالقاهرة والذي كانت تسكنه الطبقة الوسطي من اليهود. ورحب هذا الشارع بالسلام بين المصريين والإسرائيليين من خلال مزج كلمات الرؤية المسيحية أو التخليصية للنبي عاموس (نسبة إلى المسيح المخُلص المنتظر وصوله آخر الزمان لتخليص العالم وتغييره بشكل جوهرى، وهو أحد أنبياء بني إسرائيل، وله سفر يحمل اسمه في التوراة يتكون معظمه من نبوءات بالعقاب الإلهى، مع جزء صغير عن التفاؤل والخلاص في النهاية)، وهي عبارة باللغة العربية، وإشارة لأغنية إسرائيلية شعبية مشهورة بشجرة الرمان التي تبدلت بشجرة الجوافة في القاهرة.
تذكر قصيدتا «سعيد البواب» و«جيهانتاب عبد الله» – حادثة العنف الشعبي ضد اليهود (ربما أثناء المظاهرات المناهضة للصهيونية التي حدثت يوم 2 نوفمبر عام 1945 ولكن الإشارة غير محددة). ولكن هذه الصورة، التي يمكن التنبؤ بها في الخطاب الصهيوني، معقدة لأن موضوعي القصيدتان شخصان مصريان مسلمان يوجد بينهما وبين الشاعرة روابط شخصية وعاطفية عميقة. فلقد رفعها سعيد فوق كتفيه لينقذها من الحشود التي كانت تهتف «سنذبح اليهود» بينما كان يردد البسملة. وتنتهي القصيدة بتعبير واضح عن الاندماج مع القاهرة وشعبها. وجاءت الجملة المهدئة "אל טירה" (لا تخافى) بلغة الكتاب المقدس، وهي نفس الكلمات التي طمأن الله بها إبراهيم، وإسحاق، ويعقوب عليهم السلام.  
 
وبالمثل، تشير الشاعرة إلي جيهانتاب عبد الله، إحدي زميلاتها في المدرسة، وهي مسلمة منحت أندا الإحساس بالراحة عندما تم اعتقال اليهود وكانت الحشود تهتف «فليخرج اليهود» و«سنذبح اليهود».
أدت نشأة أندا هاريل داجان في «هاشومير هاتسعير» (مستوطنة الحارس الصغير) وإقامتها في كيبوتس تابع لاتحاد (هاكيبوتس هآرتسي) (المستوطنة المحلية) الخاص بحزب العمال الموحد إلي وضعها من الناحية السياسية في المعسكر الذي رحب بشدة بالسلام مع مصر. ومع ذلك، شعرت بأن قصائدها عن مصر لم تحظَ بالإعجاب في الكيبوتس المحلي. وشعرت بخيبة أمل لأن تجاوب الجمهور لديوان " פואמה קהירית " (قصيدة قاهرية) خارج حركة الكيبوتس التي تنتمي لها كان أكبر من رد الفعل بين من اعتبرتهم الأقرب لها. ولم تكن دار نشر "ספריית הפועלים" (سفريات ها-بؤاليم) (مكتبة العمال) التابعة لحزب العمال الموحد، والتي عادة ما يقع اختيار أعضاء (הקבוץ הארצי) (المستوطنة المحلية) عليها لنشر كتبهم، مهتمة بنشر ديوان " פואמה קהירית" (قصيدة القاهرة)، بالرغم من أنها نشرت الكتاب الأول لأندا. وشعرت أندا بأن المشكلة لم تكن تتعلق بمضمون الكتاب الذي يتحدث عن مصر، ولكن لأن أسلوبه كان غريباً علي أسلوب الصابرا المُستخدم في الكيبوتس، الذي يوجد به جيل جديد من الكتاب يخضع لقيادة مؤسسة (הקבוץ הארצי) (المستوطنة المحلية) للكُتاب. وكانت دار "ספריית הפועלים" قد نشرت من قبل المذكرات المصرية لرحيل ماكابي، وهي عضو آخر من أعضاء «كيبوتس هاحتسور»، بعنوان "מצרים שלי" (مصر الخاصة بى). وبالتالي فإن الكتابة عن مصر لم تكن تشكل عائقاً، ولكن المشكلة هي كيف تكتب عن مصر وتجعل مؤسسة مدركة تماماً لرسالتها الإيديولوجية تنشر ما كتبته.
وشعرت أندا هاريل داجان بالسعادة عندما قدمت نفسها كإبنة أصلية للقاهرة واحتفلت بهذا العنصر في هويتها الذي ظل مكبوتاً طويلاً عن طريق نشر ديوان " פואמה קהירית " (قصيدة قاهرية). ويمكن أن يتسبب بناء هوية مختلطة مدركة لذاتها في وجود عيوب وثغرات لأن العناصر المتباينة لن تتفق بسلاسة مع بعضها البعض. ومن ثم هناك بعض الجمل العربية في ديوان " פואמה קהירית " (قصيدة قاهرية) ليست صحيحة تماماً. كما أن هناك بعض الحروف في الأسماء التي وردت في الديوان لا يتناسب نطقها مع اللكنة القاهرية. ولم تكن هذه الزلات متعمدة، فهي توحي بأن الشاعرة كانت تبذل جهدها لتعبر سنوات من الثقافة العبرية لتسترجع الأصوات العربية التي عاصرتها في طفولتها. وربما انتقلت عن قصد من اللكنة القاهرية إلي اللهجة الفلسطينية المعروفة أكثر للقارئ الإسرائيلي.